# Dorfkirche Schmerzke

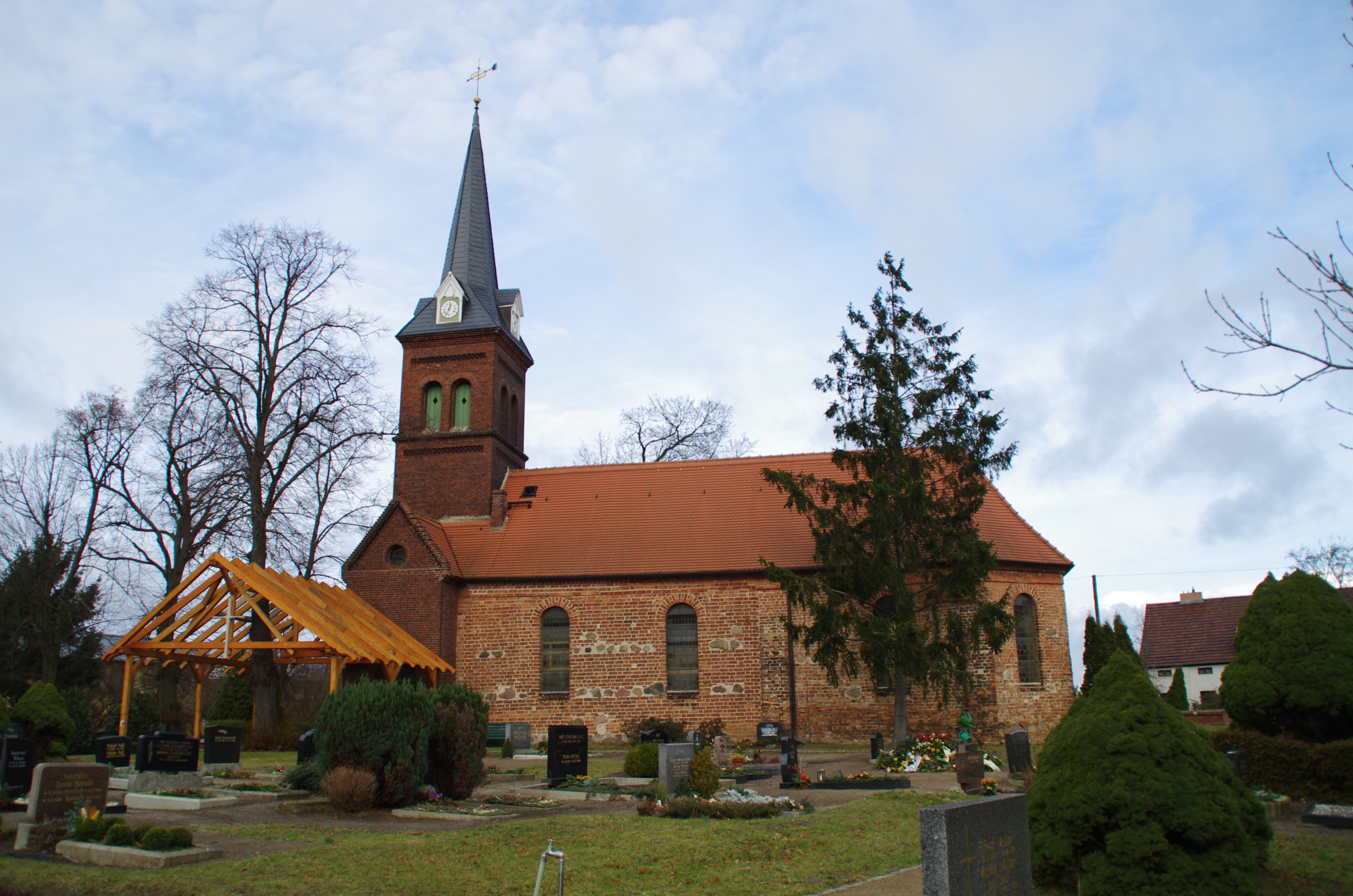
Dorfkirche Schmerzke

Die evangelische Dorfkirche Schmerzke ist eine Saalkirche in Schmerzke, einem Ortsteil der Stadt Brandenburg an der Havel im Land Brandenburg. Die Kirchengemeinde gehört zum Pfarrbereich Brandenburg Sankt Katharinen des Kirchenkreises Mittelmark-Brandenburg der Evangelischen Kirche Berlin-Brandenburg-schlesische Oberlausitz. Das Kirchengebäude steht unter Denkmalschutz.

## Beschreibung
Die Kirche gehörte bis zum Jahr 1335 zur Pfarrkirche der Brandenburger Neustadt und wurde dann zur Filialkirche von Rietz. Das Kirchengebäude befindet sich auf dem Kirchhof südlich der Dorfstraße Altes Dorf. 
Es handelt sich um einen einschiffigen, unverputzten Backsteinbau mit eingestreuten Feldsteinen. Teile der Umfassungsmauern stammen aus dem 15. Jahrhundert und wurden in den Neubau von 1714 einbezogen. An den Längsseiten befinden sich je drei Rundbogenfenster und der Chor ist dreiseitig geschlossen. Das Langhaus und der Chorpolygon werden durch flache Strebepfeiler gestützt. Der mittelalterliche Westteil zeichnet sich durch einen regelmäßigen Mauerverband aus großformatigen Ziegeln aus, während das Chorpolygon mit weniger sorgfältigem Mauerwerk aus kleinformatigeren Ziegeln errichtet wurde. Die Umfassungsmauern schließt ein schlicht profiliertes Traufgesims ab. Über dem Nordportal befindet sich ein Ziegelstein mit der Jahreszahl 1714.
Der liegende Dachstuhl stammt vermutlich ebenfalls aus dem Jahr 1714. Die Westfassade wurde um 1890 in neoromanischen Formen gestaltet und verfügt über einen quadratischen Turm mit spitzem Helm. Das Innere überspannt eine flache Holzbalkendecke aus dem 19. Jahrhundert.
Die Ausstattung der Kirche umfasst einen Kanzelaltar aus der ersten Hälfte des 18. Jahrhunderts mit einem fünfseitigen Kanzelkorb, der von Figuren von Christus und den vier Evangelisten flankiert wird. Die Kanzel wird von gewundenen Säulen und Akanthus-Schnitzwangen gestützt und besitzt einen kronenartigen Schalldeckel. Die Empore und das Gestühl stammen aus der zweiten Hälfte des 19. Jahrhunderts. Im Vorraum hängen Wandgemälde aus den 1950er Jahren.